# 三菱Colt Plus
三菱Colt Plus（日语：三菱・コルトプラス）乃日本三菱汽車於2004年起開發製造的次緊湊型旅行車，日規版於2012年8月正式停產，但臺灣中華汽車工業自2007年3月國產化之後，迄今仍持續在該市場組裝販售。

## 概要
2002年6月原廠在日本推出「Colt」，當地通稱為「Z car」，這是由三菱與戴姆勒-克萊斯勒共同所開發，採用和司麥特Forfour相同的底盤平台，外觀委由法國籍設計總監奧利佛·寶雷操刀設計。2004年10月25日趁著Colt實施小改款，延伸車長、軸距的衍生車款「Colt Plus」也在此時一併登場。
2007年3月臺灣中華汽車將之國產化上市，甚至在2010年1月推出運動化外觀的「iO」車型。後來日本市場雖於2012年8月停售，但中華汽車則透過多次增加配備及拉皮改變外觀，繼續在當地銷售至今。

## 歷史
2004年 - 伴隨著原廠實施Colt的小改款，Colt Plus也正式於10月25日發表上市，共分成「Standard」、「Sport」、「Sport-X」、「Elegance-X」、「RALLIART」等五種車型。可惜當時原廠正陷入「三菱召回隱瞞（俗稱三菱之恥）」的泥淖之中，只能低調地以小規模的「商品說明會」進行發表。
2006年 - 5月30日改良「RALLIART」車型，換上與同日公開的三菱Colt RALLIART Version-R相同的外觀造型及選配的Recaro賽車桶椅。
2007年 - 臺灣中華汽車3月正式公開國產化的Colt Plus，依配備多寡區分成五種等級，動力心臟皆為1.6L直列四缸SOHC 4G18型引擎，搭配由Jatco供應的INVECS-III型CVT變速箱可以榨出112ps / 6,000rpm的最大馬力、14.9kg·m / 4,500rpm的最大扭力。全車系雖然將ABS防鎖死煞車系統、EBD電子制動力分配系統和BAS煞車力道輔助系統、遙控電動啟閉尾門等列為標準配備，但唯有頂級車型才配置雙前座安全氣囊。
2012年 - 日本市場在7月正式停產，但臺灣仍持續發售，同年4月10日推出「條紋羨定版」特仕車，配置15吋燻黑放射式鋁圈、專屬棕色塗裝、棕色內裝飾板及皮革、棕色皮革與條紋織布座椅等。
2013年 - 中華汽車在缺乏母廠奧援的情況下，由該公司麾下中華汽車亞洲技術研發中心自行修改、設計、開發，並於9月26日正式發表小改款。外觀方面水箱護罩加上鍍鉻飾條，放大的頭燈組下方新增LED日間行車燈，車側拉出兩條立體摺線，尾燈組與後保桿也重新設計；內裝方面則改成三幅式方向盤、液晶顯示儀表板、Panasonic多媒體整合娛樂系統等。此外，旗艦型車型將電動尾門、倒車顯影、Smart DVD影音系統與恆溫空調等列為標準配備。由於因應臺灣實施五期環保法規，動力來源改成1.5L直列四缸DOHC 4A91型引擎，並加入EPS電子輔助轉向系統、新設Sport Mode的模擬7速CVT變速箱以提升油耗表現。最大馬力為112ps / 6,000，最大扭力為15kg·m / 4,000rpm。
2014年 - 9月30日推出特仕車「炫風黃限定版」，內裝方面座椅具有亮黃色車縫線，中控台和排檔桿鞍座也有亮黃色飾片，其他還有鑰匙感應門鎖系統、push start免鑰匙啟動按鈕、巡航定速系統以及恆溫空調等配備。同年12月17日推出特仕車「X-SPORTS」，具有全車空力套件、新式樣輪圈、橘色飾片內裝、附X-SPORTS繡字及橘色車縫線之座椅等配備。
2016年 - 2月中華汽車改採比利時邦奇動力製造的CVT變速箱，並推出「X-Sport進攻特式版」特仕車。
2017年 - 6月20日中華汽車再次發表小改款，車頭導入「Dynamic Shield」的設計概念，以水箱罩的橫柵鍍鉻飾條搭配前保桿所勾勒出「X」形的鍍鉻線條；並將投射式魚眼頭燈、LED尾燈列為全車系之標準配備。在內裝方面，豪華型以上車型將數位虛擬儀錶板列入標配，可切換顯示3種模式，並整合胎壓即時顯示、倒車顯影等功能。在安全配備方面，除了前座2具安全氣囊，標配ABS防鎖死煞車系統、EBD電子制動力分配系統和BAS煞車力道輔助系統等之外，並導入具備BSW車側盲點偵測與警示、LCA車道變換輔助及RCTA後方側邊交通警示等功能的三合一盲區偵測警示系統。
2020年 - 7月略為修改車身尺寸，使得車長縮至4,320mm、車寬加大至1,710mm。
2021年 - 5月7日實施小改良，將前霧燈、前後駐車雷達等列入全車系標配。
2022年 - 1月調整車型編制，只剩享樂型及輕鬆型，但車價較前一年調漲新臺幣1萬元。
2024年 - 11月車價調漲新臺幣7千元，換裝包含水箱護罩上下黑色飾條、黑化後視鏡殼、車尾燈黑色飾條的「耀黑套件」，以及安全帶警示系統。

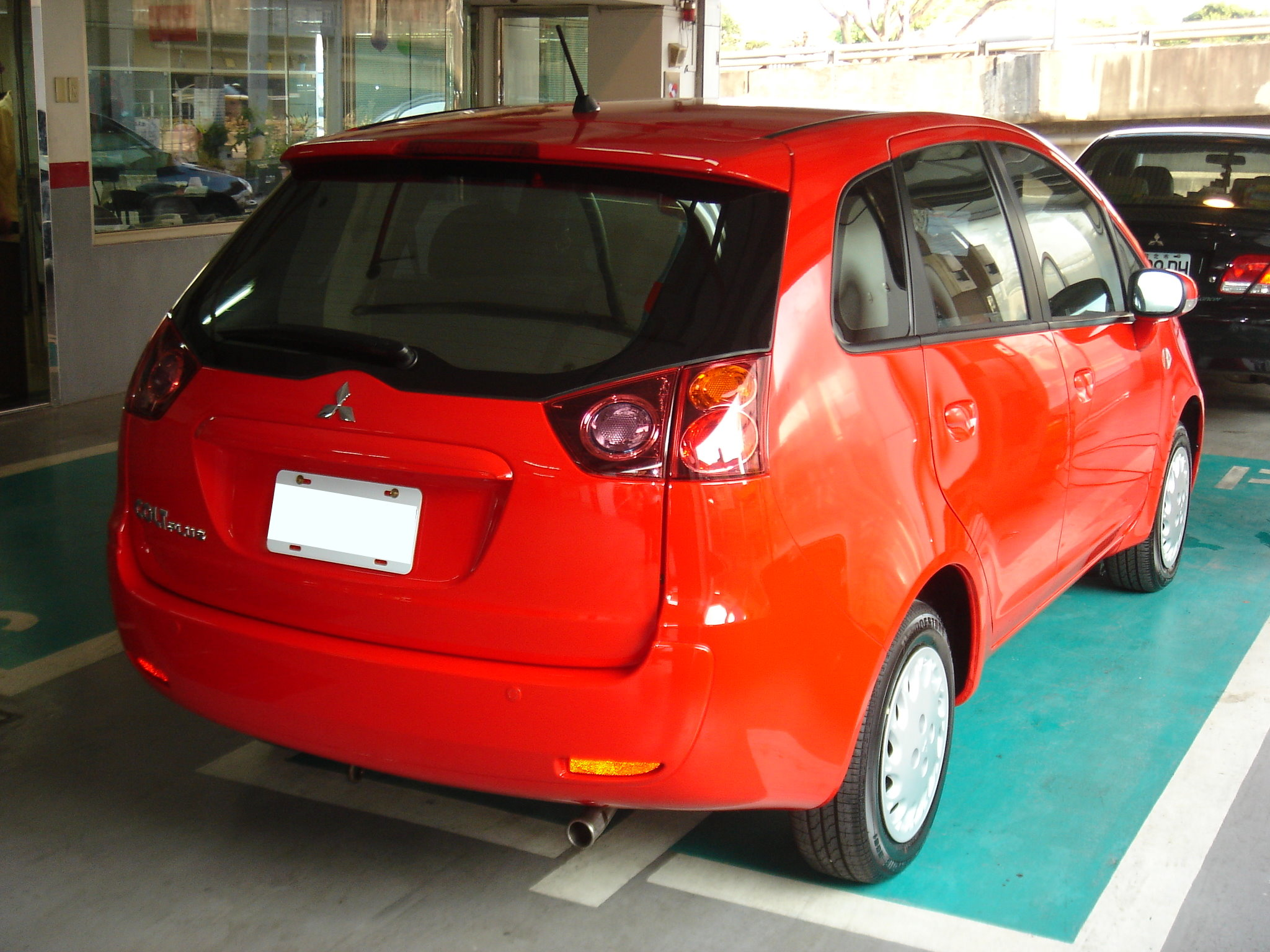
臺灣版2007年3月車尾
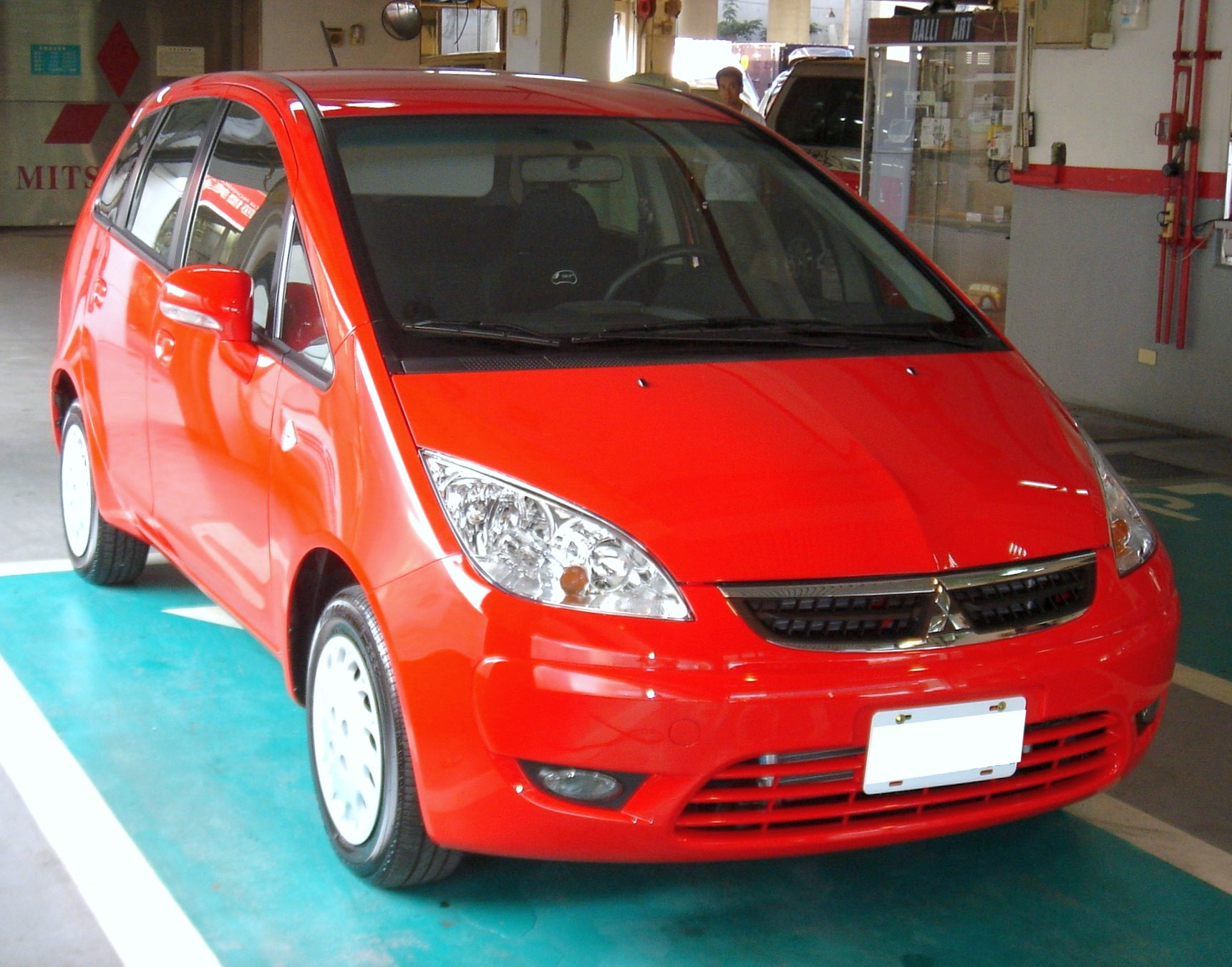
臺灣版2007年3月車頭
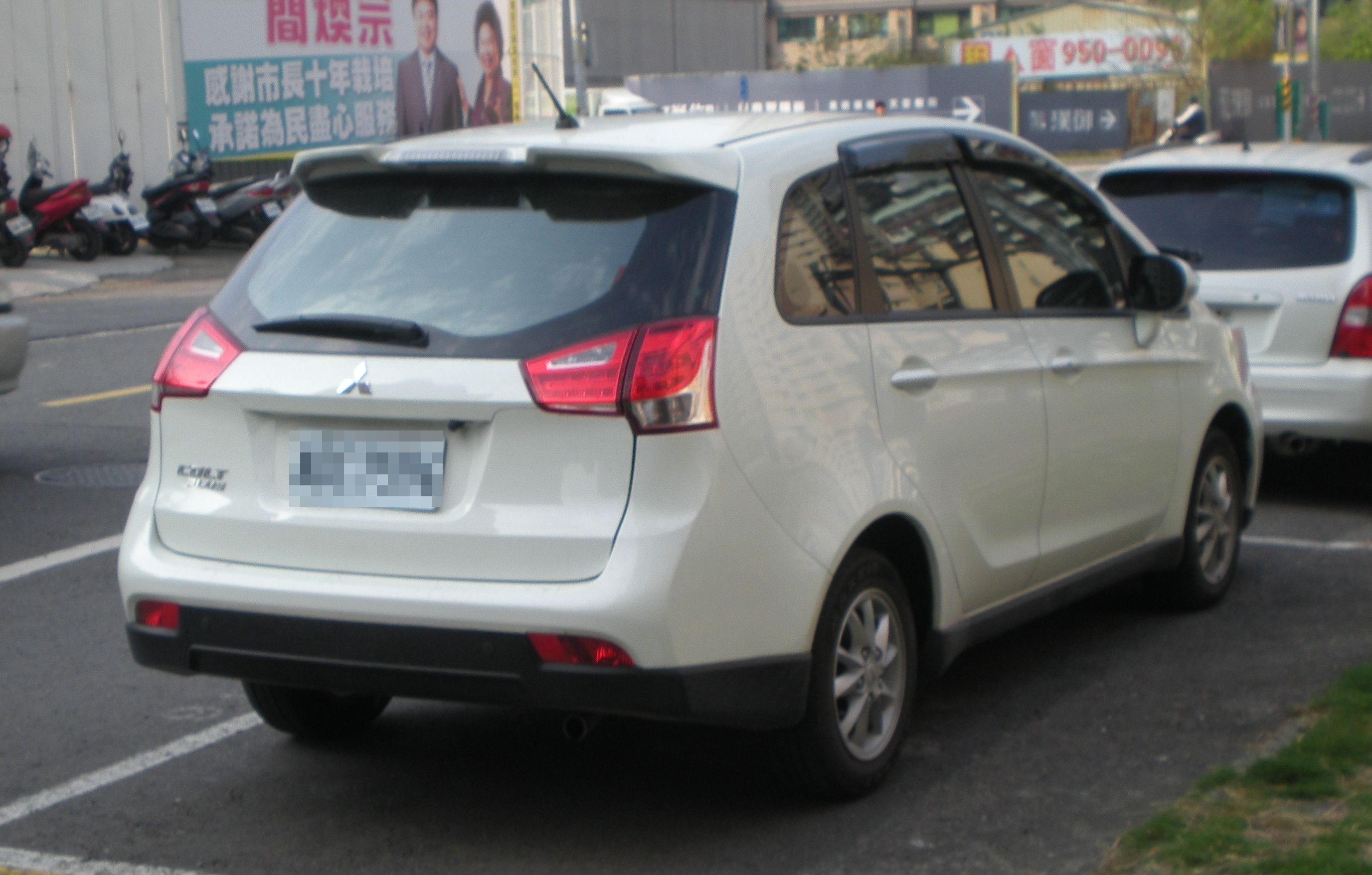
臺灣版2013年9月首度小改款車尾
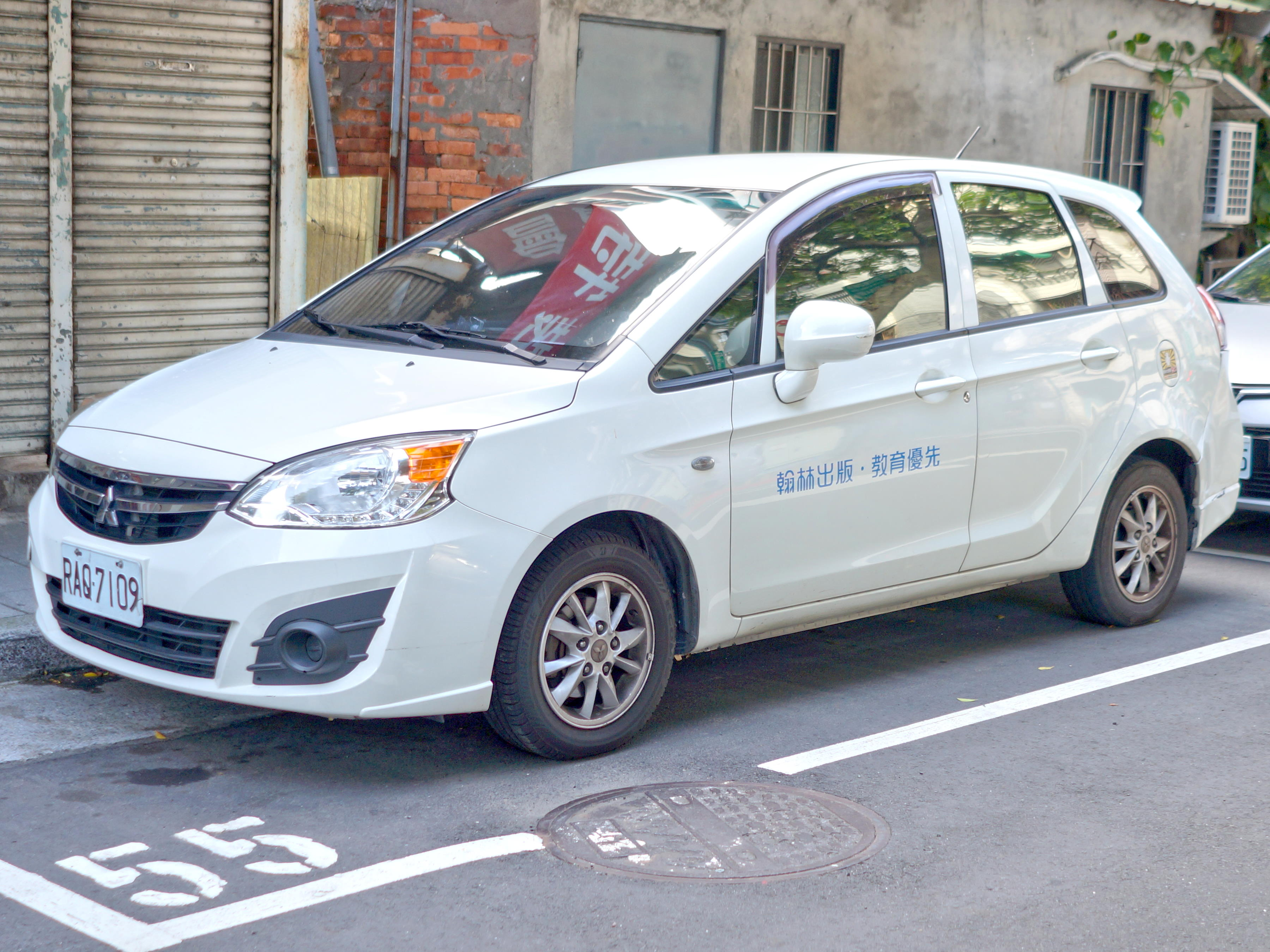
臺灣版2013年9月首度小改款車頭
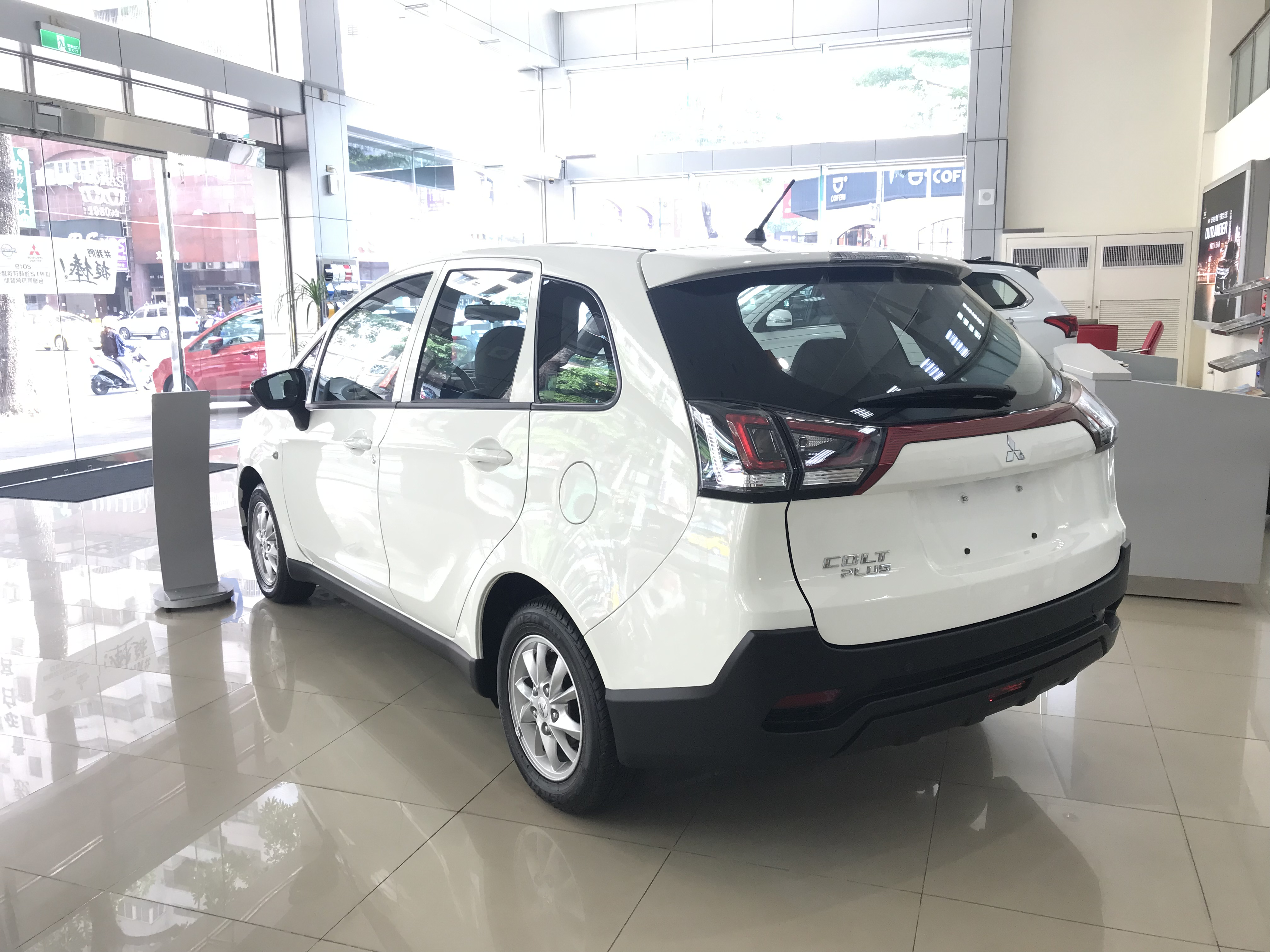
臺灣版2017年6月二度小改款車尾
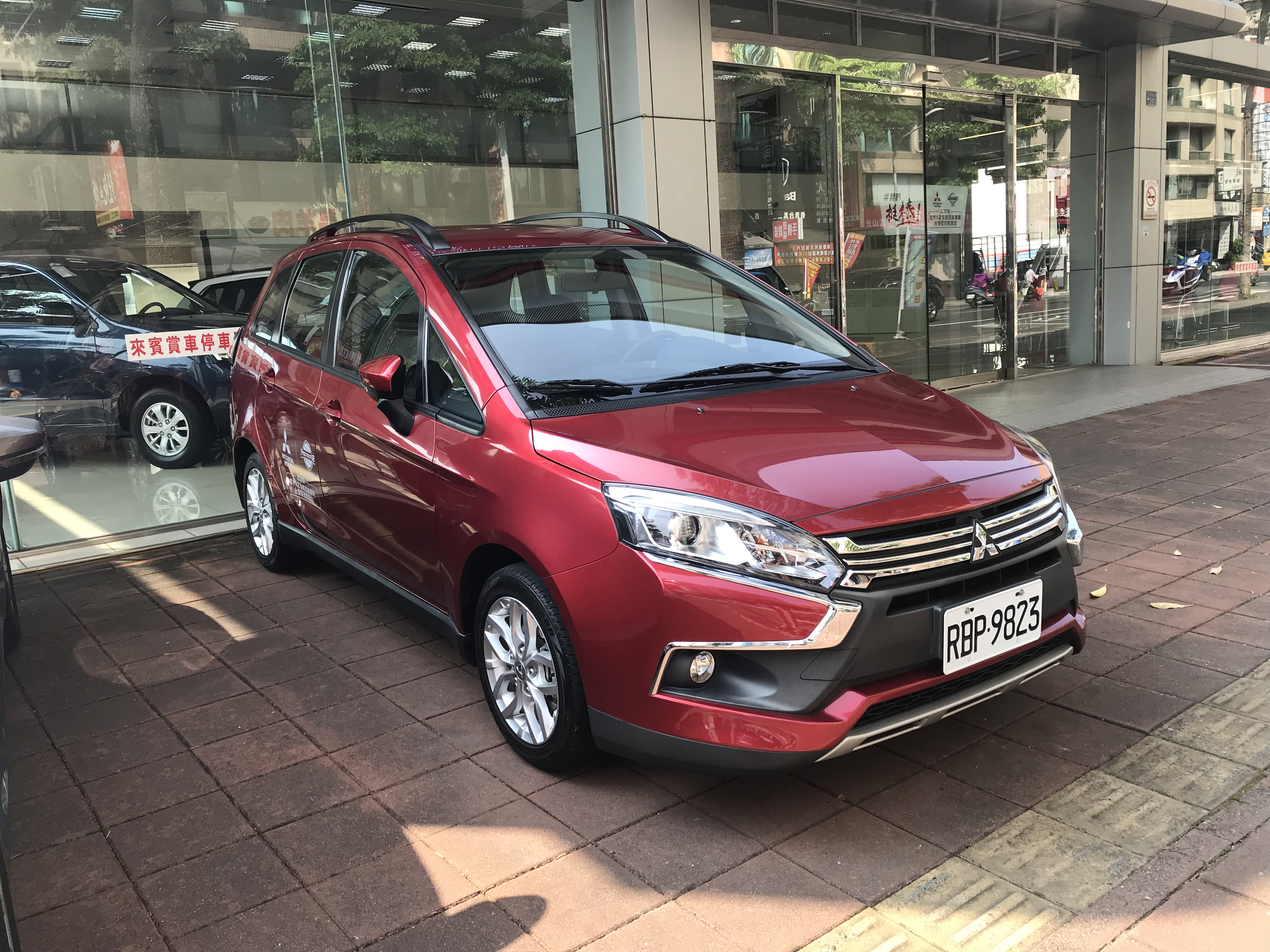
臺灣版2017年6月二度小改款車頭

## 外部連結
- U-Car：日本都會小車元祖－Colt Plus車系發展沿革
- 自由時報：暢銷國產RV大規模小改款 三菱Colt Plus小改款